# شعيب خان
شعيب خان (13 أبريل 1985 في باكستان - ) هو لاعب كريكت باكستاني. شارك مع منتخب باكستان للكريكت. أما مع النوادي، فقد لعب مع مصرف دولة باكستان.

## وصلات خارجية
- شعيب خان على موقع إي آس بي آن كريك إنفو (الإنجليزية)